# Machtsum
 (octobre 2023).
Machtsum est un quartier de la commune de Harsum, dans le Land de Basse-Saxe.

## Géographie
Le village se situe au sud-est de la commune sur la route de Bettmar. Le nouveau fossé, également connu localement sous le nom de "Rotte", traverse la ville.

## Histoire
La plus ancienne mention documentée est probablement celle d'un lieu appelé Maghtersheim dans un document de l'abbaye de Lamspringe de 1149. Cependant, les découvertes archéologiques témoignent d’une histoire de peuplement qui remonte bien avant toute histoire enregistrée. Machtsum appartient à la principauté épiscopale de Hildesheim et au prévôt de la cathédrale, mais n'a qu'une seule chapelle et est une branche de l'église de Borsum. Comme à Borsum, les jésuites y mènent la réforme catholique après la guerre de Trente Ans.
En 1857, le village fut presque entièrement détruit par un incendie majeur. La reconstruction se déroule comme prévu et avec de grandes distances entre les différentes fermes afin d'éviter une telle catastrophe à l'avenir. Les grands jardins qui en résultent et les vieux arbres valent plusieurs récompenses en raison de l'image attrayante du village.
Dans le cadre de la réforme municipale entrée en vigueur le 1er mars 1974, la commune est incorporée à Harsum.

### Démographie
| Année | Nombre d'habitants |  |
| ----- | ------------------ |  |
| 1910  | 393                |  |
| 1925  | 442                |  |
| 1933  | 417                |  |
| 1939  | 383                |  |
| 1950  | 724                |  |
| 1956  | 560                |  |
| 1973  | 580                |  |

| Année | Nombres d'habitants |   |
| ----- | ------------------- | - |
| 1980  | 540                 |   |
| 1990  | 550                 |   |
| 2000  | 610                 |   |
| 2010  | 542                 |   |
| 2015  | 518                 |   |
| 2019  | 507                 |   |
| 0     | 0                   | 0 |

|  |

## Personnalité
- Johann Blankemeyer (1898-1982), homme politique nazi.

## Source, notes et références
- (de) Cet article est partiellement ou en totalité issu de l’article de Wikipédia en allemand intitulé « Machtsum » (voir la liste des auteurs).

1. ↑  (de) Statistisches Bundesamt, Historisches Gemeindeverzeichnis für die Bundesrepublik Deutschland. Namens-, Grenz- und Schlüsselnummernänderungen bei Gemeinden, Kreisen und Regierungsbezirken vom 27.5.1970 bis 31.12.1982, 1983 (ISBN 3-17-003263-1)